# Hárbarðslióð
Das Hárbarðslióð (altnord. Harbard-Lied) ist ein Götterlied der Lieder-Edda, welches in 60 Verse aufgeteilt ist. Es besteht im Gegensatz zu anderen Liedern aus nur wenigen vollständigen Ljóðaháttr- und Fornyrðislag-Versen, die von einzelnen metrischen Zeilen unterbrochen sind.

## Inhalt
Das Hárbarðslióð erzählt, wie Thor im Bettlergewand nach einer Ostfahrt ein Ufer erreicht und dort nach dem Fährmann Hárbarðr (altnord. Graubart) ruft. Dieser ist der verkleidete Odin und verweigert ihm die Überfahrt. Im daraus resultierenden Streitgespräch verspottet Hárbarðr Thor und stellt ihn als starken aber dummen Krieger hin, der nichts Besseres kann als gegen Riesen zu kämpfen. Die Handlung kulminiert in dem Satz: „Odhin hat die Fürsten, die da fallen im Kampf, / Thôr hat der Thräle (Knechte) Geschlecht.“